# Dominik Żyburtowicz
Dominik Żyburtowicz, Dominik Piotr Żyburtowicz (ur. 11 września 1983) – polski poeta.

## Życiorys
Pochodzi z Drawska Pomorskiego, syn Marii Żyburtowicz. W 2000 roku na zawał serca zmarł jego ojciec, co znalazło odbicie w jego twórczości poetyckiej. Uczęszczał na studia ekonomiczne na Politechnice Koszalińskiej. Ukończył studia z zakresu filologii polskiej w Akademii Pomorskiej w Słupsku. Mieszka w Boninie, wcześniej mieszkał w Koszalinie. W latach 2006–2007 roku przebywał na wolontariacie europejskim w Wiedniu, gdzie powstawały np. wiersze Dziadek, Język zapomniany czy Jak daleko spadają jabłka.

## Wybrane nagrody i wyróżnienia
Dominik Żyburtowicz otrzymał I nagrodę na XII Ogólnopolskim Konkursie Literackim „Złoty Środek Poezji” na najlepszy poetycki debiut roku za tom Żaglowce w 2016 roku; inne wybrane wyróżnienia to:
- II nagroda na III Ogólnopolskim Konkursie Poetyckim im. Wojciecha Bąka „Struna Orficka” (2008)[18][11]
- laureat XVI Tarnogórskiego Konkursu Poetyckiego imienia ks. Jana Twardowskiego oraz Nagrody ks. biskupa Gerarda Kusza (2009)[19]
- II nagroda na VII Ogólnopolskim Konkursie Poetyckim dla Młodych Twórców „Moje Świata Widzenie” im. Zbigniewa Dominiaka (2009)[20]
- nagroda główna – Wielki Bilet miesięcznika kulturalnego „Ex Libris 43bis” w konkursie Podróż Poetycka (2010)[21]
- wyróżnienie na VII Ogólnopolskim Konkursie Poetyckim im. Michała Kajki a wiersz Wędrówki wilków (2011)[22]
- nagroda główna (Grand Prix) XLIII Ogólnopolskiego Konkursu Poetyckiego im. Jana Śpiewaka i Anny Kamieńskiej (2012)[9][23][24]
- II miejsce w VII Ogólnopolskim Konkursie Literackim „O Pióro Reymonta” (2012)[16]
- II miejsce w XX Ogólnopolskim Konkursie Poetyckim im. Rafała Wojaczka (2012)[9][25]
- wyróżnienie na X Konkursie Poetyckim im. Zbigniewa Dominiaka (2012)[26]
- Nagroda Główna i Trzos Króla Eryka w I Ogólnopolskim Konkursie Poetyckim „O Trzos Eryka” (2012)[27]
- I nagroda Prezydenta Płocka „Liść Dębu” na XXV Ogólnopolskim Konkursie Poetyckim im. Władysława Broniewskiego „O Liść Dębu” (2013)[9][28]
- wyróżnienie na XXVII Ogólnopolskim Konkursie Poetyckim „O liść konwalii” im Zbigniewa Herberta (2013)[9][29]
- wyróżnienie specjalne redakcji „Znad Popradu” w Konkursie Poetyckim „Sen o Karpatach” (2013)[15]
- II miejsce w V edycji Konkursu „O różę Karoliny” (2013)[30]
- wyróżnienie na VI Ogólnopolskim Konkursie Poetyckim „O Granitową Strzałę” (2014)[1]
- wyróżnienie na X Ogólnopolskim Konkursie Poetyckim im. Michała Kajki za zestaw wierszy (2014)[31]
- wyróżnienie na XXXVIII Ogólnopolskim Konkursie Poetyckim im. Haliny Poświatowskiej (2017)[32][33][34]

## Twórczość
Publikował m.in. w „Akancie”, „Akcencie”, „Arteriach”, „Cegle”, „Dzienniku Polskim”, „Frazie”, „Latarni Morskiej”, „Migotaniach, przejaśnieniach”, „Odrze”, „Toposie”, „Twórczości”, „Tyglu Kultury”, „Wyspie”, a także m.in. na stronach internetowych „Odry” i Biura Literackiego. Jego teksty znalazły się w antologiach: Połów. Poetyckie debiuty 2010 (Biuro Literackie, Wrocław 2010, wybór Roman Honet i Karol Maliszewski), Przewodnik po zaminowanym terenie. Helikopter. Antologii tekstów z lat 2011–2015 (Ośrodek Postaw Twórczych, Wrocław 2016) oraz polsko-angielskiej antologii Free Over Blood (2010).
Debiutował książkowo tomem Żaglowce, który obejmuje teksty pisane od 2005 roku. Jego teksty tłumaczono m.in. na języki: angielski, rosyjski, włoski.
Opublikował następujące książki poetyckie:
- Żaglowce (Wojewódzka Biblioteka Publiczna i Centrum Animacji Kultury w Poznaniu, Poznań 2015)[13][4]
- Spaceboy (Instytut Mikołowski im. Rafała Wojaczka, Mikołów 2017)[8]
- Klucze uniwersalne (Wojewódzka Biblioteka Publiczna i Centrum Animacji Kultury w Poznaniu, Poznań 2019)[8]
- Remedorium (Fundacja Kultury Afront, Bukowno 2019)[37]
- Przez sen i gwiazdę (Wydawnictwo Convivo Anna Matysiak, Warszawa 2021)[38]